# Russula queletii
Russula queletii é um fungo que pertence ao gênero de cogumelos Russula na ordem Russulales. A espécie foi descrita cientificamente pelo micologista sueco Elias Magnus Fries em 1872.